# Jangchung Arena
Jangchung Arena (Hangul: 장충체육관) – hala sportowa znajdująca się w Seulu, stolicy Korei Południowej. Może pomieścić 4 507 widzów, wszystkie miejsca są siedzące.
Hala została oddana do użytku w 2 lutego 1963. Od maja 2012 hala przechodziła gruntowną modernizację, ponowne oddanie do użytku miało miejsce 15 stycznia 2015.
W hali rozgrywają swoje mecze kluby; GS Caltex Seoul oraz Seoul Woori Card Wibee